# 岡本武輝
岡本武輝（？—1912年4月25日）本籍日本靜岡縣，為明治時代官員，於1902年（明治9年）奉令接替小林三郎擔任台中廳長，管轄今臺中市部分區域（不包括和平區、大甲區、大安區、外埔區、后里區）。1912年4月25日病逝於靜岡縣沼津町自宅。
| 前任： 小林三郎 | 台中廳長 1902年上任 | 繼任： 佐藤謙太郎 |